# Геліоконцентратор

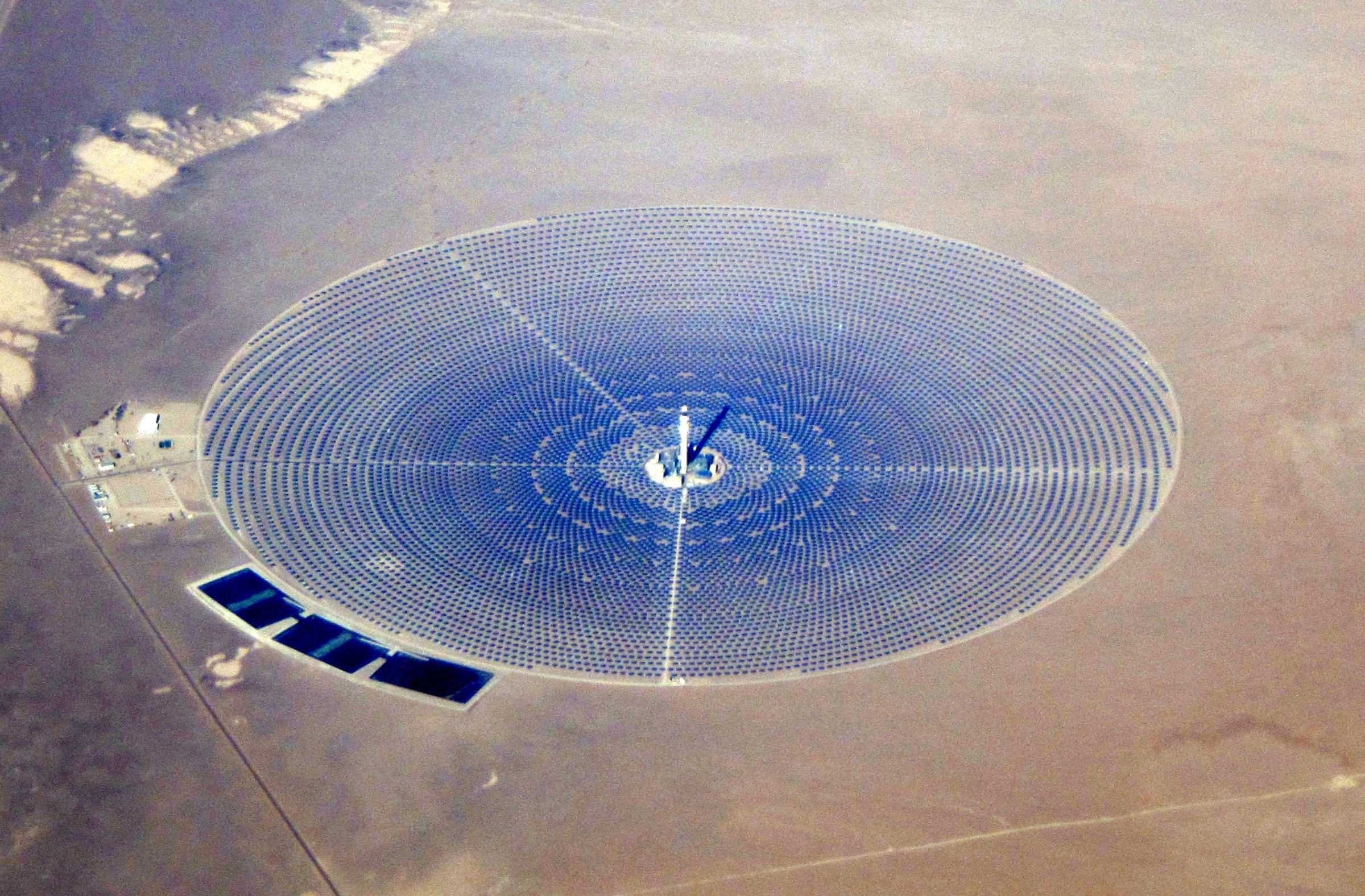
Концентратор у Кресчент Дюнс

Геліоконцентра́тор (від геліо… і лат. con — «з, разом», лат. centrum — «центр, осередок») — пристрій для концентрації променевої енергії Сонця; підвищує у 100-10 000 разів густину енергії сонячного випромінювання. Основна частина геліоконцентратора — одне або декілька дзеркал чи лінз, які збирають (фокусують) сонячні промені.

## Історія
Геліоконцентратори відомі давно (ВРЕ згадує пристрої, створені Архімедом, Т. П. Бюффоном[уточнити], А. Л. Лавуазьє). В СРСР перший великий геліоконцентратор у вигляді параболоїда діаметром 10 м створено 1946 року в Ташкенті. Подібні йому параболоїдні геліоконцентратори споруджено у Франції, США і Японії. У Франції, наприклад, 1968 року почала діяти найбільша сонячна піч з параболоїдним геліоконцентратором діаметром 54 м.

## Сучасний стан
Станом на 2021 рік глобальна встановлена потужність концентрованої сонячної енергії становила 6,8 ГВт.[8] Станом на 2023 рік із включенням трьох нових проектів CSP у будівництво в Китаї  та в Дубаї в ОАЕ  загальна потужність становить 7,5 ГВт. Національна лабораторія відновлюваної енергії США (NREL) підтримує повну базу даних про поточний стан усіх станцій CSP у всьому світі, незалежно від того, будуються, зупиняються чи діють. Дані містять такі детальні відомості, як потужність, тип компонентів силового блоку, кількість годин зберігання теплової енергії та розміри турбін.